# Unterwegs nach Cold Mountain (Film)
Unterwegs nach Cold Mountain (Originaltitel: Cold Mountain) von Anthony Minghella aus dem Jahr 2003 ist eine Verfilmung des gleichnamigen Romans von Charles Frazier.

## Handlung
Der Film beginnt mit einer detailreichen Darstellung der Kraterschlacht. Der Schnitt wechselt häufig zwischen Kriegsszenen und solchen in der Heimat in Cold Mountain.
Kurz vor dem Ausbruch des Amerikanischen Bürgerkriegs lernen sich die gebildete Pfarrerstochter Ada Monroe und der einfache Handwerker Inman kennen. Doch der Beginn des Krieges reißt das ungleiche Paar auseinander, Inman zieht auf der Seite der Konföderierten in den Krieg. Alle wehrfähigen Männer ziehen in den Krieg, die anderen bleiben als Heimatgarde zu Hause, schützen ihre Dörfer und verfolgen später auch Deserteure.
Drei Jahre lang kämpft Inman im Krieg, überlebt die Kraterschlacht knapp und sieht unzählige seiner Freunde sterben. Das Buch und das Foto von Ada, die ihn am Leben erhalten, hütet er wie einen Schatz. Verletzt im Militärlazarett liegend erhält er einen Brief von Ada, in dem sie ihn bittet, möglichst bald zurückzukehren. Als seine Wunden halbwegs geheilt sind, wagt er die Flucht aus dem Lazarett. Als Deserteur ist er nun rechtlos und erlebt auf seiner Wanderung durch das verwüstete Land zurück zu seiner Geliebten in Cold Mountain unterschiedlichste Begegnungen. Neben Szenen der Grausamkeit und Verrohung, wo er gejagt und einmal in Ketten gelegt wird, gibt es auch Beispiele des Mitgefühls. So rettet er die junge Kriegswitwe Sara mit ihrem Säugling, bei der er eine Nacht verbracht hat, vor Plünderung und Vergewaltigung; eine alte Frau pflegt ihn in ihrer Hütte und opfert eine ihrer Ziegen für ihn.
Unterdessen versucht Ada verzweifelt und allen Schwierigkeiten zum Trotz, die heruntergekommene Farm ihres verstorbenen Vaters zu bewirtschaften. Dabei entpuppt sich die eigenwillige und resolute Ruby als wertvolle Hilfe. Der Film folgt in wechselnden Schnitten den Lebenswegen dieser drei Menschen, die alle auf ihre Art durch die Wirren des Krieges entwurzelt wurden.
Die „Heimatgarde“ macht unerbittlich Jagd auf Deserteure und ihre Unterstützer und löscht dabei kaltblütig ganze Familien aus. Auch Rubys Vater wird in der Nähe seiner Hütte von der Garde enttarnt und angeschossen. Als Ruby und Ada ihm zu Hilfe eilen, trifft Ada auf einen verwilderten Fremden, den sie zunächst bedroht, bevor sie merkt, dass es Inman ist. Den Wiedervereinten bleibt nur eine Nacht für ihre Liebe. Die Heimatgarde stellt Ada und Ruby am folgenden Tag im Wald und wirft ihnen vor, Deserteure zu beherbergen. Inman greift aus dem Hinterhalt ein und kann die Garde ausschalten, wird aber kurz darauf in einem Zweikampf tödlich verletzt und stirbt in Adas Armen.
Die letzten Szenen zeigen Ada mit Grace Inman, der in der einen Liebesnacht empfangenen Tochter, Ruby und ihren Vater auf der Farm und beim gemeinsamen Mahl.

## Ausstrahlung in Deutschland
In Deutschland lief die Free-TV-Premiere am 3. Dezember 2006 auf ProSieben. Den Film verfolgten insgesamt 2,9 Millionen Zuschauer bei einem Marktanteil von 15,2 Prozent. In der werberelevanten Zielgruppe lag der Marktanteil bei 9,2 Prozent.

## Auszeichnungen
Bei der Oscarverleihung 2004 war der Film in sieben Kategorien nominiert, dennoch bekam er nur einen Oscar: Renée Zellweger gewann in der Kategorie Beste Nebenrolle und war die meist ausgezeichnete Künstlerin des Jahres. Sie gewann neben dem Oscar auch den Golden Globe und den Preis der Amerikanischen Schauspielgilde. Zudem war der Film in sieben weiteren Kategorien für den Golden Globe nominiert.
- Oscar: Beste Nebendarstellerin (Renée Zellweger)
- BAFTA Award: Beste Nebendarstellerin (Renée Zellweger), Beste Musik
- Gilde der Schauspieler: Beste Nebendarstellerin (Renée Zellweger)
- Gilde der Toneditoren: Bester Musikschnitt
- Golden Globe: Beste Nebendarstellerin (Renée Zellweger)
- Kritikervereinigung von Dallas: Beste Nebendarstellerin (Renée Zellweger)
- Kritikervereinigung von San Diego: Beste Nebendarstellerin (Renée Zellweger)
- Kritikervereinigung der Südstaaten: Beste Nebendarstellerin (Renée Zellweger)
- Kritikervereinigung der USA: Beste Nebendarstellerin (Renée Zellweger)
- National Board of Review: Bestes Drehbuch
- CuffiaAwards: Bester Liebesfilm (Nicole Kidman)

## Kritiken
- In den USA wurde der Film von der Kritik überwiegend positiv aufgenommen, was sich auf Rotten Tomatoes und Metacritic in positiven Quoten von 71 % bzw. 73 % widerspiegelt.[4][5]
- Victoria Alexander spricht Nicole Kidman und Jude Law auf filmsinreview.com die gegenseitige Chemie ab und beschreibt den Film als „schrecklich“ und „langsam“.[6]
- Regisseur Spike Lee kritisierte die seiner Meinung nach völlige Ausblendung der Rolle der Schwarzen in den Südstaaten des 19. Jahrhunderts.[7]
- Andreas Borcholte von Der Spiegel meint, Unterwegs nach Cold Mountain habe „fast alles, was ein zukünftiger Kino-Klassiker braucht. Allein seine hochkarätigen Hauptdarsteller schaffen es nicht, der Geschichte einer Angst und Schrecken überdauernden Sehnsucht Leben einzuhauchen.“ Mit der Anfangssequenz versuche Regisseur Minghella „nun ganz offensichtlich an Spielbergs erbarmungslose Anfangssequenz aus Der Soldat James Ryan heranzureichen“. Um die Problematik der Sklaverei in den Südstaaten drücke sich Minghella hingegen „geflissentlich herum“, „indem er seine Ruby, in Fraziers Roman eine Afro-Amerikanerin, mit dem blonden All-American-Girl Zellweger besetzt.“ Nach 155 Minuten und einem „allzu versöhnlichen Happy End“ bleibe man „reichlich ratlos zurück“.[8]
- Die Deutsche Film- und Medienbewertung FBW in Wiesbaden verlieh dem Film das Prädikat wertvoll.